# Nazca (ville)
Pour les articles homonymes, voir Nazca.
Nazca est une ville du Pérou, située dans la région d'Ica, dans le centre-sud du pays. La ville comptait 27 000 habitants en 2005.

## Alentours
La région de Nazca a donné son nom à la culture Nazca, qui s'est développée entre environ 200 av. J.-C. et 600 apr. J.-C., bien avant la naissance de l'empire inca. Il en reste notamment les géoglyphes de Nazca, qui sont d'étranges tracés visibles depuis le ciel. Les figures avaient été rendues invisibles par la poussière et ont été progressivement remises en évidence par les archéologues.
- Cahuachi : Le site était une citadelle et un centre cérémoniel des Nazcas. Il en reste deux pyramides à degrés d'adobe. À proximité se trouve l'endroit connu sous le nom d'Estaqueria, où des pieux de caroubiers sont conservés (14° 49′ 09″ S, 75° 07′ 04″ O).

- Cimetière de Chauchilla (es) : Cimetière situé à 10 km au sud de la ville de Nazca qui contient des poteries et des momies pré-incas (14° 58′ 56″ S, 74° 55′ 39″ O).

- Aqueducs de Cantalloc : Situés à 4 km au nord de la ville de Nazca, construits par la culture Nazca et toujours en fonctionnement aujourd'hui, démontrant leurs avancées technologiques en génie hydraulique. Plus de 40 aqueducs ont été utilisés toute l'année, afin de développer une agriculture efficace capable de répondre aux besoins de la population de l'époque, il existe d'autres aqueducs dans divers quartiers de la ville (14° 49′ 36″ S, 74° 54′ 41″ O).

- Cerro Blanco : Situé à l'est de la ville de Nazca, c'est la plus grande dune du Pérou ; idéal pour pratiquer des sports d'aventure comme le sandboard et le parapente.

- Musée municipal de Nazca : on peut apprécier des céramiques et des textiles de la culture Nazca.
- Los paredones (les murs) : Ce site archéologique à l'est de la ville est un ancien complexe Inca, constitué d'une muraille de 2 km de long sur 80 m de large entourant des ruines de bâtiments (14° 50′ 27″ S, 74° 56′ 06″ O).

À voir aux environs de Nazca.
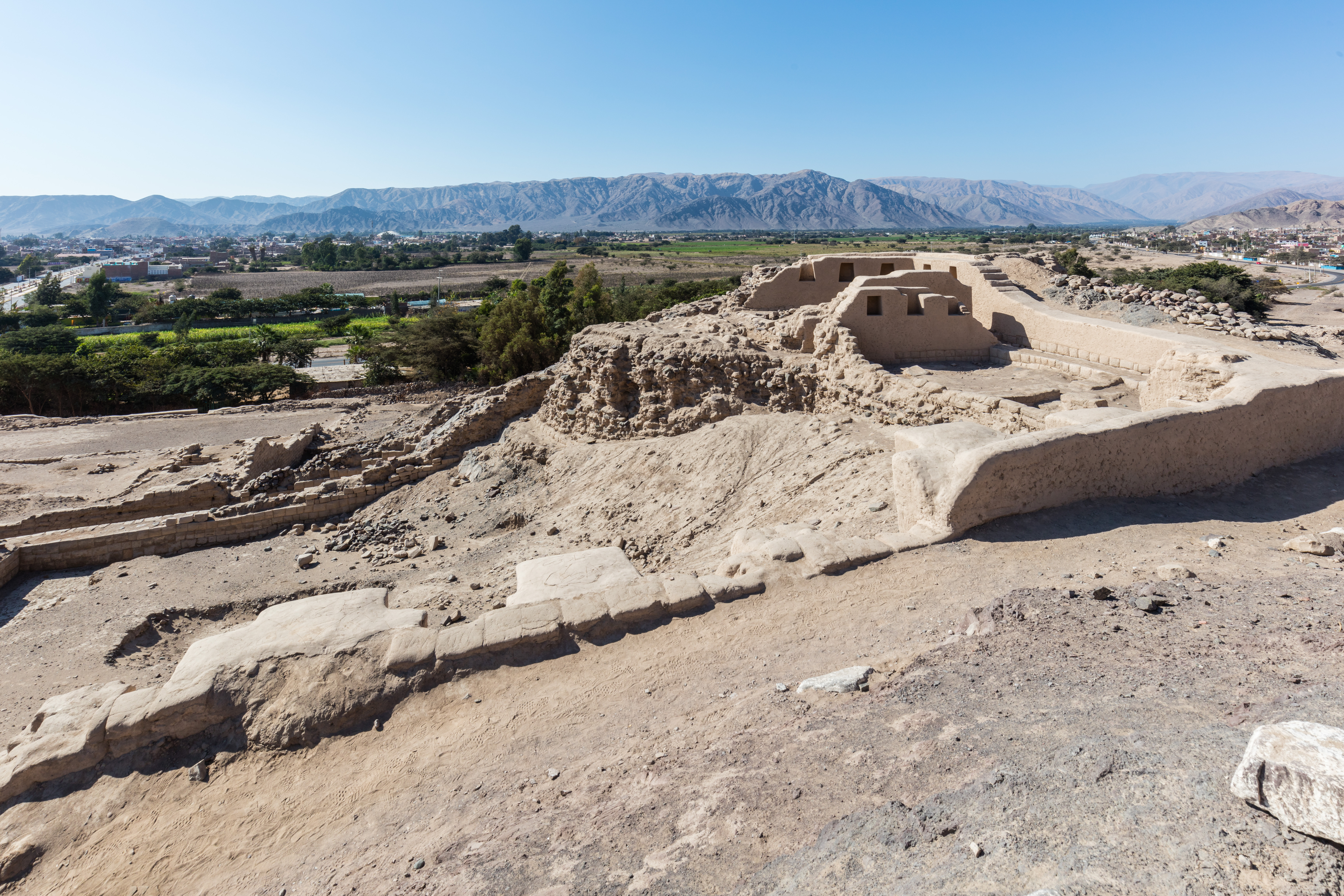
Site archéologique Los Paredones.
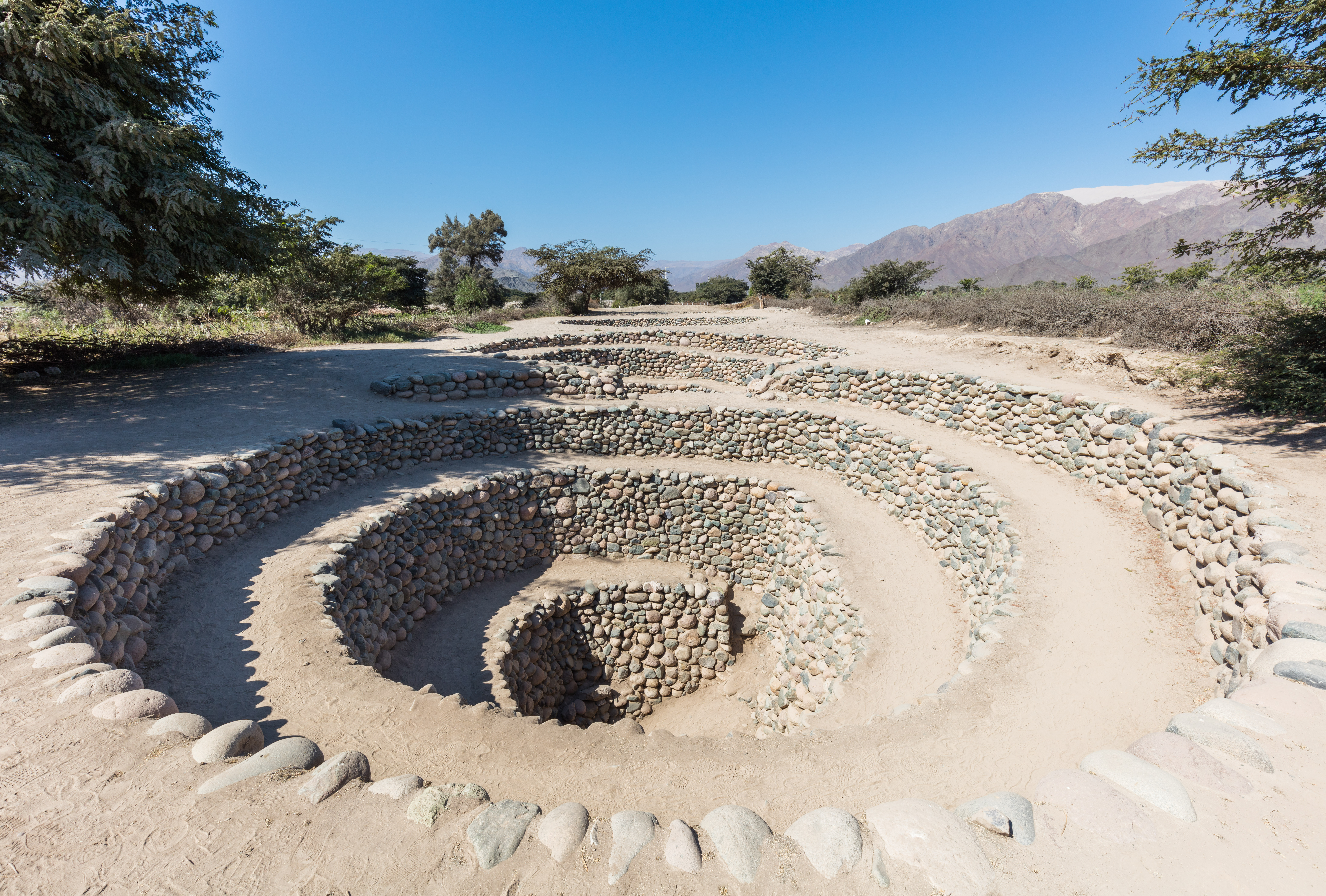
L'un des aqueducs de Cantalloc.
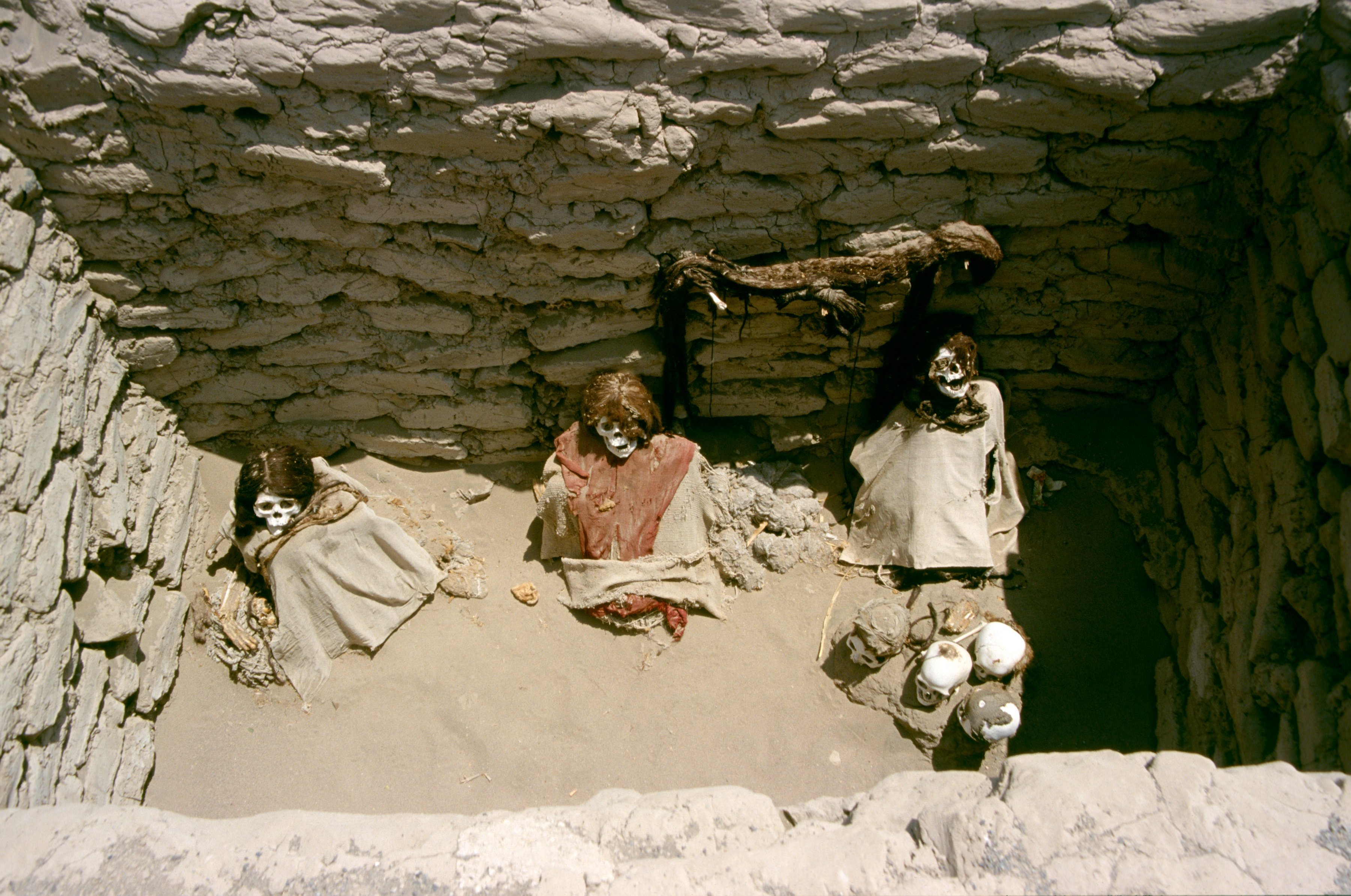
Momies au cimetière de Chauchilla.